# Маямі (округ, Канзас)
Шаблон:StateAbbr_ 38°35′00″ пн. ш. 94°51′00″ зх. д. / 38.5833° пн. ш. 94.85° зх. д.
Округ Маямі (англ. Miami County) — округ (графство) у штаті Канзас, США. Ідентифікатор округу 20121.

## Історія
Округ утворений 1855 року.

## Демографія
За даними перепису
2000 року
загальне населення округу становило 28351 осіб, зокрема міського населення було 12628, а сільського — 15723.
Серед мешканців округу чоловіків було 14021, а жінок — 14330. В окрузі було 10365 домогосподарств, 7798 родин, які мешкали в 10984 будинках.
Середній розмір родини становив 3,09.
Віковий розподіл населення поданий у таблиці:
| Стать    | До 15 років | 15-21 | 22-29 | 30-39 | 40-49 | 50-65 | 65-85 | Понад 85 |
| -------- | ----------- | ----- | ----- | ----- | ----- | ----- | ----- | -------- |
| Чоловіки | 3293        | 1441  | 1110  | 2141  | 2425  | 2181  | 1302  | 128      |
| Жінки    | 3173        | 1327  | 1113  | 2265  | 2304  | 2200  | 1583  | 365      |

## Суміжні округи
- Джонсон — північ
- Кесс, Міссурі — схід
- Бейтс, Міссурі — південний схід
- Лінн — південь
- Андерсон — південний захід
- Франклін — захід
- Дуглас — північний захід

## Виноски
1. ↑  U.S. Decennial Census. United States Census Bureau. Архів оригіналу за 19 липня 2018. Процитовано 27 липня 2014.
2. ↑  Historical Census Browser. University of Virginia Library. Архів оригіналу за 11 серпня 2012. Процитовано 27 липня 2014.
3. ↑  Population of Counties by Decennial Census: 1900 to 1990. United States Census Bureau. Архів оригіналу за 5 червня 2019. Процитовано 27 липня 2014.
4. ↑  Census 2000 PHC-T-4. Ranking Tables for Counties: 1990 and 2000 (PDF). United States Census Bureau. Архів оригіналу (PDF) за 18 грудня 2014. Процитовано 27 липня 2014.
5. ↑  State & County QuickFacts. United States Census Bureau. Архів оригіналу за 20 червня 2011. Процитовано 27 липня 2014.(англ.) Наведено за англійською вікіпедією.
6. ↑  American FactFinder. Бюро перепису населення США. Архів оригіналу за 26 лютого 2012. Процитовано 31 січня 2008.

| США | Це незавершена стаття з географії США. Ви можете допомогти проєкту, виправивши або дописавши її. |